# 일레인 카오
일레인 카오(Elaine Kao, 1953년 1월 1일 ~ )는 미국의 배우, 연극 배우, 텔레비전 배우, 영화배우이다.

## 영화
- 첫번째 데이트 (2015년)
- 내 여자친구의 결혼식 (2011년) - 쥬얼리 스토어 커플 역